# NGC 6529
NGC 6529 est une entrée du New General Catalogue qui concerne un corps céleste perdu ou inexistant dans la constellation du Sagittaire. Cet objet a été enregistré par l'astronome écossais James Dunlop le 3 septembre 1826.